# Matt Selman
 (octobre 2019).
Si vous disposez d'ouvrages ou d'articles de référence ou si vous connaissez des sites web de qualité traitant du thème abordé ici, merci de compléter l'article en donnant les références utiles à sa vérifiabilité et en les liant à la section « Notes et références ».
Matt Selman, né le 9 septembre 1971 à Dallas, est un scénariste travaillant pour Les Simpson. Il est l'un des onze auteurs qui ont travaillé sur le film des Simpson et a été un scénariste de Les Simpson, le jeu. Selman a également contribué à plusieurs blagues d'Adam Sandler.

## Scénariste

### PourLes Simpson

#### Épisodes
| Année | Titre                            | Titre original                 | Saison | Épisode | Réalisateur       |
| ----- | -------------------------------- | ------------------------------ | ------ | ------- | ----------------- |
| 1998  | Chéri, fais-moi peur             | Natural Born Kissers           | 9      | 25      | Klay Hall         |
| 1999  | Les Simpson dans la Bible        | Simpsons Bible Stories         | 10     | 18      | Nancy Kruse       |
| 1999  | Les Gros Q.I.                    | They Saved Lisa's Brain        | 10     | 22      | Pete Michels      |
| 1999  | Huit d'un coup                   | Eight Misbehavin'              | 11     | 7       | Steven Dean Moore |
| 2000  | Derrière les rires               | Behind the Laughter            | 11     | 22      | Mark Kirkland     |
| 2000  | Touche pas à ma forêt            | Lisa the Tree Hugger           | 12     | 4       | Steven Dean Moore |
| 2001  | Triple Erreur                    | Trilogy of Error               | 12     | 18      | Mike B. Anderson  |
| 2001  | Histoires de clochard            | Simpsons Tall Tales            | 12     | 21      | Bob Anderson      |
| 2002  | Austère Homer                    | Jaws Wired Shut                | 13     | 9       | Nancy Kruse       |
| 2003  | Pour l'amour de Lisa             | The Dad Who Knew Too Much      | 14     | 18      | Mark Kirkland     |
| 2004  | Tous les goûts sont permis       | All's Fair in Oven War         | 16     | 2       | Mark Kirkland     |
| 2005  | Le Rap de Bart                   | Pranksta Rap                   | 16     | 9       | Mike B. Anderson  |
| 2005  | Future Drama                     | Future Drama                   | 16     | 15      | Mike B. Anderson  |
| 2006  | Échec et math pour les filles    | Girls Just Want to Have Sums   | 17     | 19      | Nancy Kruse       |
| 2006  | Mon meilleur ennemi              | The Haw-Hawed Couple           | 18     | 8       | Chris Clements    |
| 2007  | Maris et larmes                  | Husbands and Knives            | 19     | 7       | Nancy Kruse       |
| 2008  | Les Années 90                    | That '90s Show                 | 19     | 11      | Mark Kirkland     |
| 2009  | La Réponse de Bart               | Bart Gets a 'Z'                | 21     | 2       | Mark Kirkland     |
| 2009  | Le Frère de Bart                 | O Brother, Where Bart Thou?    | 21     | 8       | Steven Dean Moore |
| 2011  | Moe n'en loupe pas une           | Flaming Moe                    | 22     | 11      | Chuck Sheetz      |
| 2011  | La Gourmète                      | The Food Wife                  | 23     | 5       | Timothy Bailey    |
| 2012  | La Cool Attitude                 | The Day the Earth Stood Cool   | 24     | 7       | Matthew Faughnan  |
| 2013  | Charmeur grand-père              | Gorgeous Grampa                | 24     | 14      | Chuck Sheetz      |
| 2014  | Covercraft                       | Covercraft                     | 26     | 8       | Steven Dean Moore |
| 2015  | Police du ciel                   | Sky Police                     | 26     | 16      | Rob Oliver        |
| 2016  | Amis mais pas trop               | There Will Be Buds             | 28     | 6       | Matthew Faughnan  |
| 2017  | Phatsby le Magnifique (Partie 2) | The Great Phatsby: Part 2      | 28     | 13      | Timothy Bailey    |
| 2018  | Hôtel des cœurs brisés           | Heartbreak Hotel               | 30     | 2       | Steven Dean Moore |
| 2019  | Le Clown reste sur la photo      | The Clown Stays in the Picture | 30     | 14      | Timothy Bailey    |
| 2022  | Simpson Horror Show XXXIII       | Treehouse of Horror XXXIII     | 34     | 6       | Rob Oliver        |
| 2024  | Simpson Horror Show XXXV         | Treehouse of Horror XXXV       | 36     | 5       | Timothy Bailey    |

#### Jeux vidéo
- 2001 : The Simpsons: Road Rage
- 2003 : The Simpsons: Hit and Run
- 2007 : The Simpsons Game

### Autre
- 1996 : Seinfeld : La Pantalonnade
- 2011 : Flanimals